# Jack Teagarden

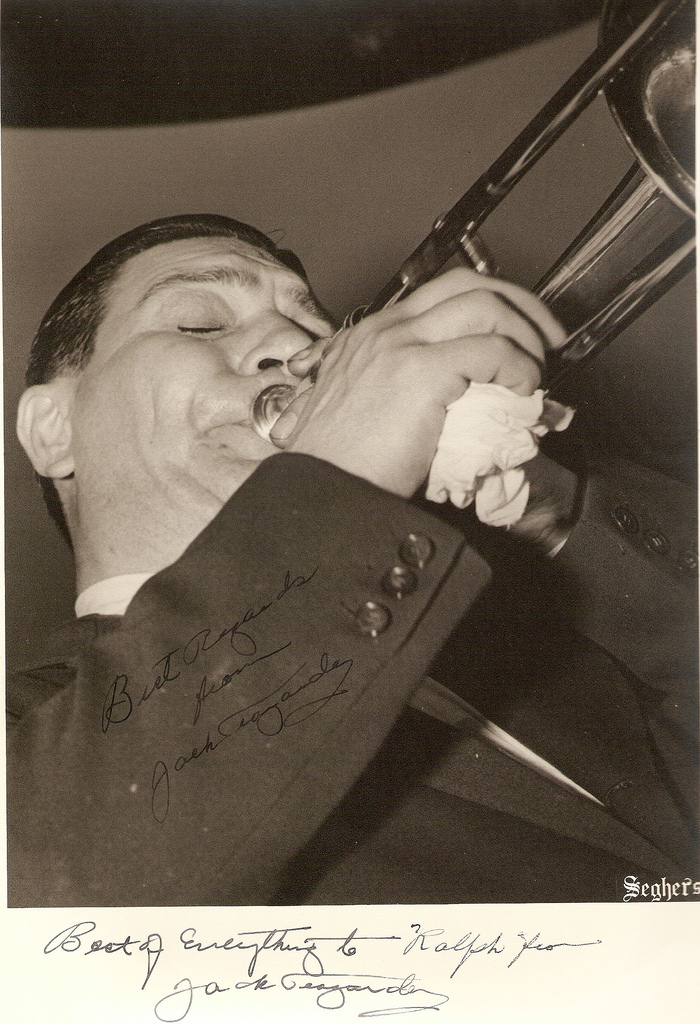
Jack Teagarden

Weldon Leo "Jack" Teagarden, född 20 augusti 1905 i Vernon, Texas, död 15 januari 1964 i New Orleans, Louisiana, var en amerikansk inflytelserik jazztrombonist och vokalist. 
Jacks pappa var amatörmusiker och satte tidigt in honom på den musikaliska banan. Vid sju års ålder hittade Jack trombonen och gjorde sina första framträdanden tillsammans med sin mamma, som var pianist. 
Teagardens karriär tog fart 1920, vid femton års ålder. I mitten av 20-talet reste han USA runt och spelade med olika orkestrar.
I slutet av 20-talet spelade han in med giganter som Louis Armstrong, Benny Goodman, Bix Beiderbecke, Red Nichols, Jimmy McPartland, Mezz Mezzrow, Glenn Miller, och Eddie Condon. Glenn Miller och Teagarden samarbetade för att skapa text och melodi till Spencer Williams Basin Street Blues, som sedan blev en av Jack Teagardens mest populära låtar.
Teagarden dog av en hjärtattack 15 januari 1964 i New Orleans.